# Pisione martinsi
Pisione martinsi är en ringmaskart som beskrevs av Hartmann-Schröder 1974. Pisione martinsi ingår i släktet Pisione och familjen Pisionidae. Inga underarter finns listade i Catalogue of Life.